# Nick Raskulinecz
Nick Raskulinecz (Knoxville, 4 febbraio 1970) è un produttore discografico statunitense.

## Carriera
Ha lavorato con i Foo Fighters a partire dal brano A320 (presente nella colonna sonora del film Godzilla) e poi interamente con il successivo album One by One (2002).
Inoltre ha collaborato con artisti rock quali Ghost, Evanescence, Korn, We as Human, Marilyn Manson, Deftones, Bush, Coheed and Cambria, Stone Sour, Trivium, Duff McKagan, Mondo Generator, The Exies, Danzig, Velvet Revolver, Rush, Danko Jones, Rye Coalition, My Ruin, Ash, Goatsnake, Shadows Fall, Big Wreck, Adelitas Way, Mastodon, Death Angel, Apocalyptica.
Ha prodotto album quali Tiny Pictures della band canadese Thornley (2009), Shogun dei Trivium (2008), Black Gives Way to Blue (2009), The Devil Put Dinosaurs Here (2013) e Rainier Fog (2018)
degli Alice in Chains, Diamond Eyes dei Deftones (2010), Evanescence degli Evanescence (2011).
Ha vinto 3 Grammy Award e ricevuto 16 nomination.